# Цантоксил
Цантоксил (лат. Zanthoxylum), або Зантоксилум — рід, що налічує близько 180 видів листяних та вічнозелених дерев, чагарників та ліан родини Рутових котрі зростають теплих помірних та субтропічних районів у всьому світі.

## Назва
Деякі з видів мають жовту серцевину, звідки походить їхня назва з давньогрецької ξανθός (xanthós, «жовтий») + ξύλον (xúlon, «дерево»).

## Будова
Дерева, чагарники або ліани. Стебла голі або опушені, іноді з шипами і колючками. Листя чергові, непарноперисті. Квітки дрібні, жовтувато-зеленуваті або білі, двостатеві або одностатеві. Оцвітина проста або подвійна, складається з 3-5-лопатевої чашечки і 3-5-пелюстного віночка, 3-5 тичинок і маточки з 1-5 стовпчиками. Плід — двостулкова коробочка. Насіння кулясті.
Ефектне насіння деяких видів роду Zanthoxylum, наприклад цантоксила повзучого (Zanthoxylum scandens) — великі, чорні блискучі, висовуються на довгих ніжках — фунікулусах — з розкритих плодів, розносяться птахами.

## Використання
З видів Zanthoxylum роблять чудові бонсаї, і в помірному кліматі їх можна вирощувати в приміщенні. Zanthoxylum beecheyanum і Zanthoxylum piperitum — два види, які зазвичай вирощують як бонсай.

### У харчуванні
Плоди декількох видів використовують для виготовлення прянощів.
Спеції виготовляються з ряду видів цього роду, особливо з Zanthoxylum piperitum, Zanthoxylum simulans, Z. bungeanum, Zanthoxylum schinifolium Zanthoxylum nitidum, Zanthoxylum rhetsa, Zanthoxylum alatum та Zanthoxylum acanthopodium. Сичуанський перець найчастіше виготовляють подрібненням лушпиння, яке оточує ягоди Z. piperitum. У штатах Махараштра, Карнатака та Гоа в Західній Індії ягоди Z. rhetsa сушать на сонці і додають до таких продуктів, як бобові та риба. Оскільки дерева плодоносять під час сезону мусонів, ягоди асоціюються з паралельним святом Крішни Джанмаштамі.
Zanthoxylum americanum (цантоксил американський) має їстівне насіння, що використовується як приправа, замінник перцю. Плід досить дрібний, приблизно 4 — 5 м у діаметрі, але зростає в щільних гронах, що полегшує збирання врожаю. Кожен плід містить одну насінину.

## У медицині
Види цантоксила використовувались традиційно для лікування карієсу, зміїних укусів, проблем кровообігу, шлункових захворювань, запалень, ревматичних та паразитарних захворювань. Хімічні властивості зантоксилуму вивчали багато вчених у всьому світі. З цього роду було виділено кілька класів сполук, таких як алкалоїди, кумарини та монотерпени. З них алкалоїди показали потенційну перспективу щодо практичного застосування: цитотоксичної, антималярійної, протизапальної, знеболювальної, противірусної та антибактеріальної активності.

## Галерея

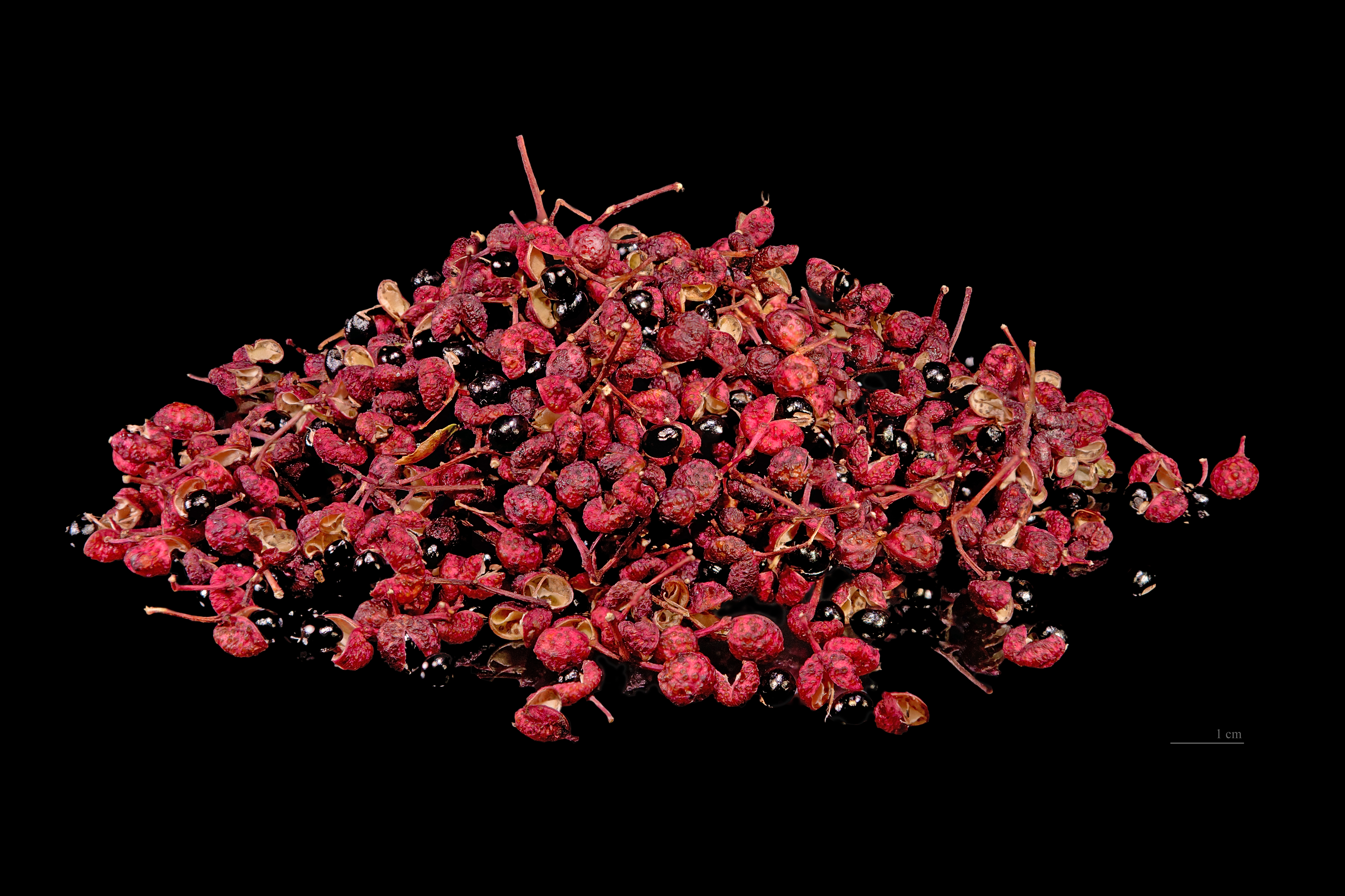
Фрукти та насіння
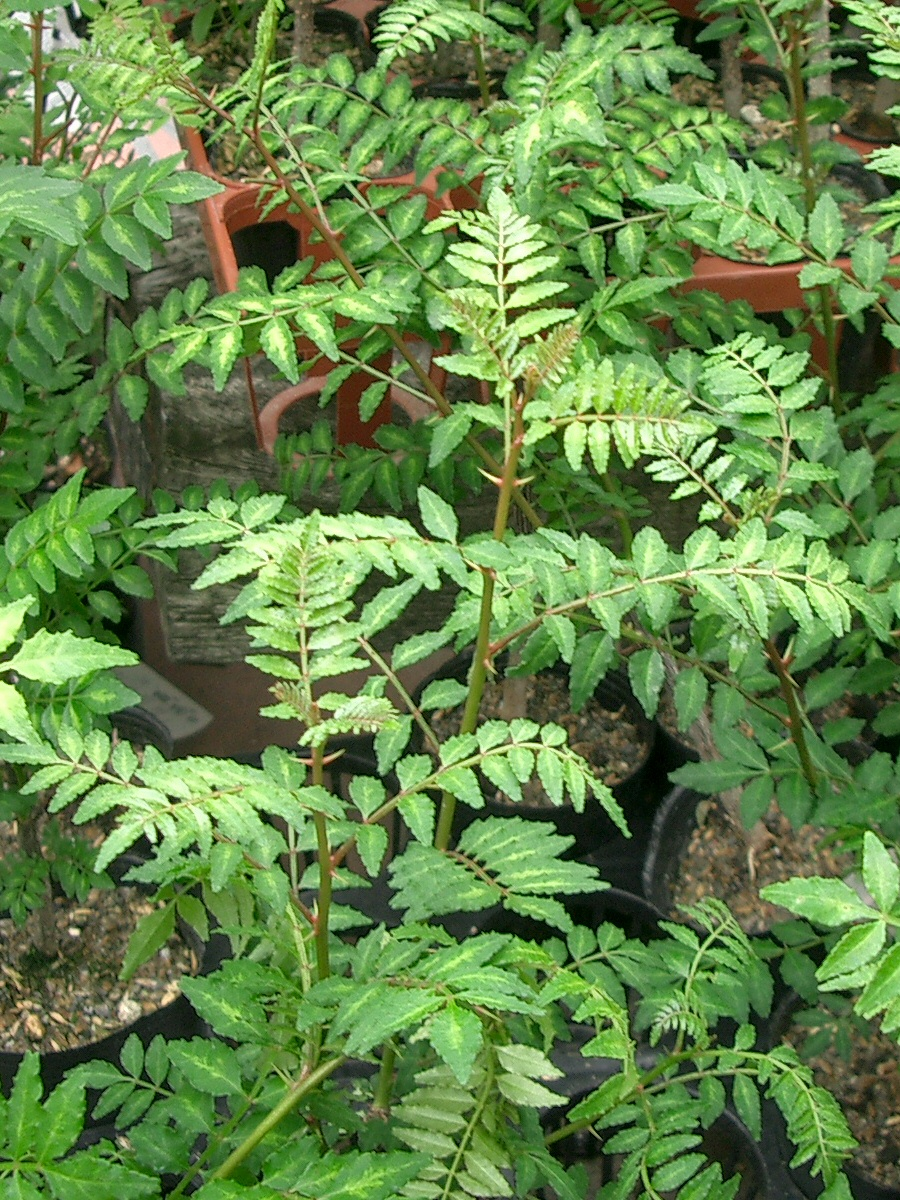
Листя Zanthoxylum piperitum
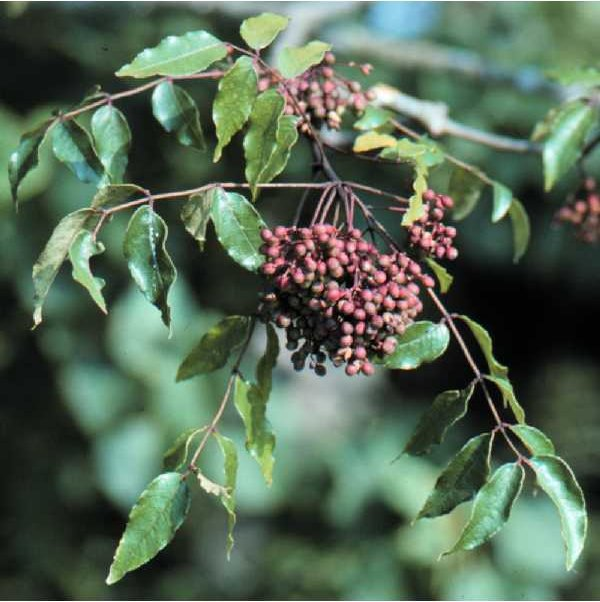
Zanthoxylum clava
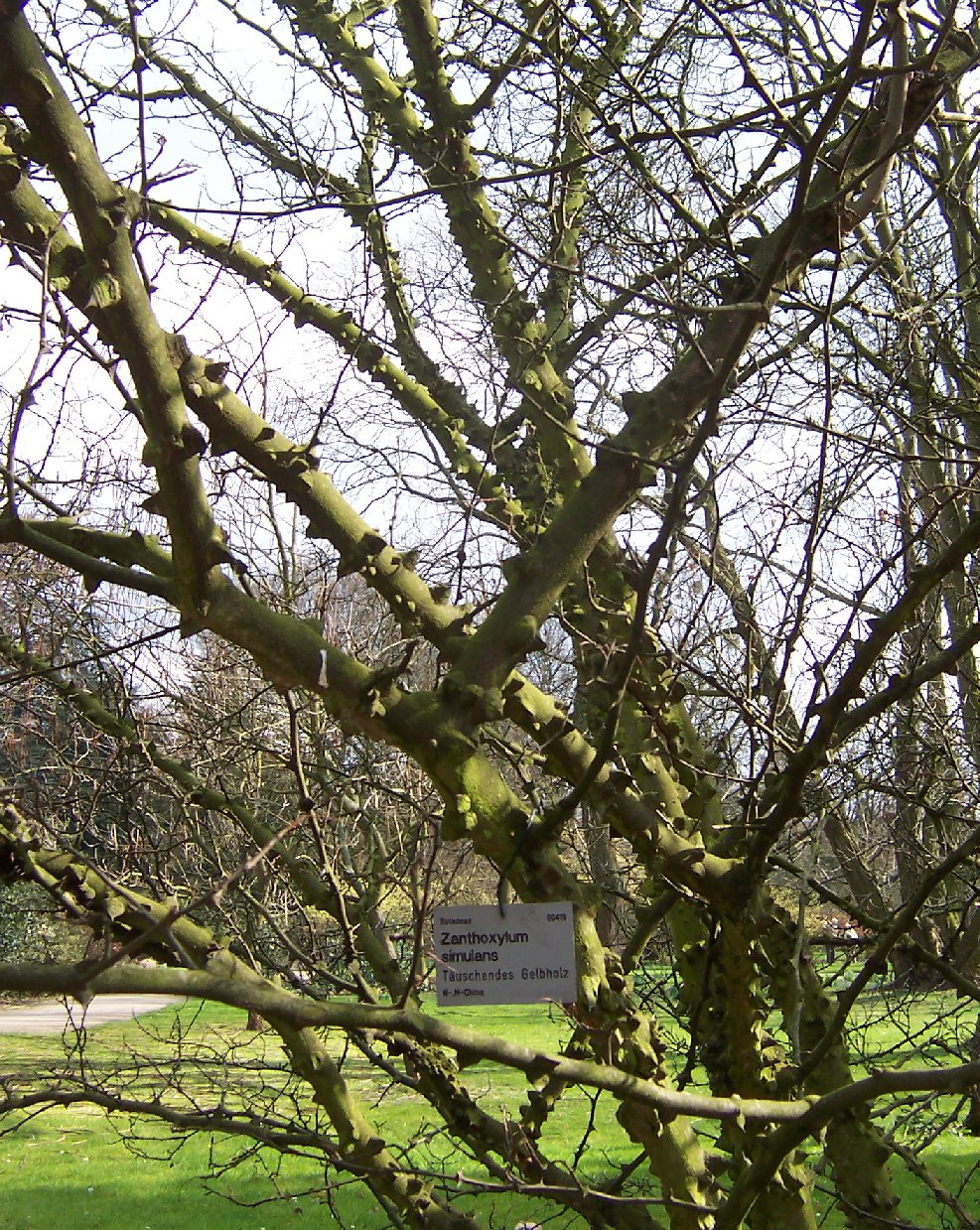
Zanthoxylum simulans
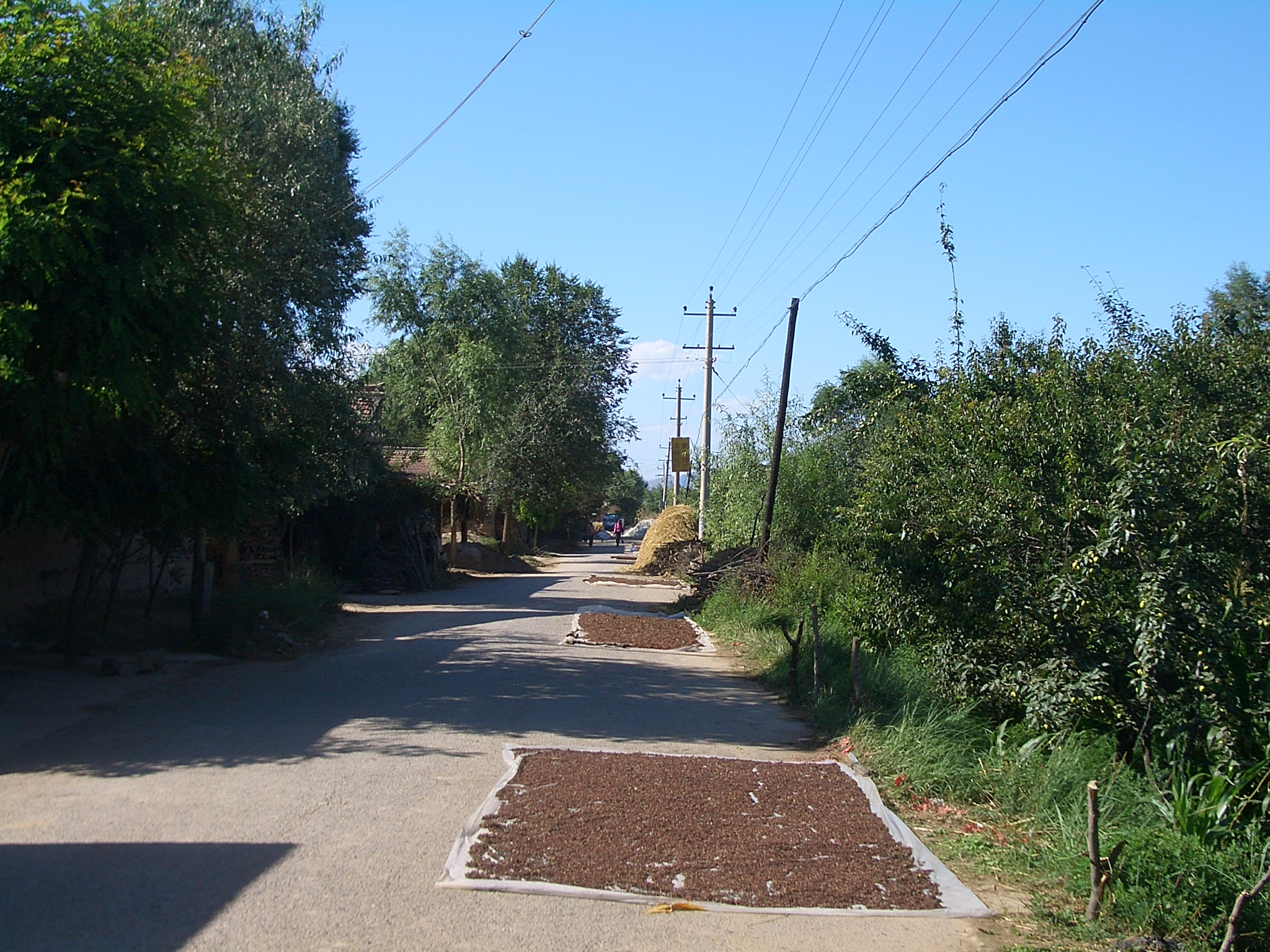
Сушка сичуанського перцю
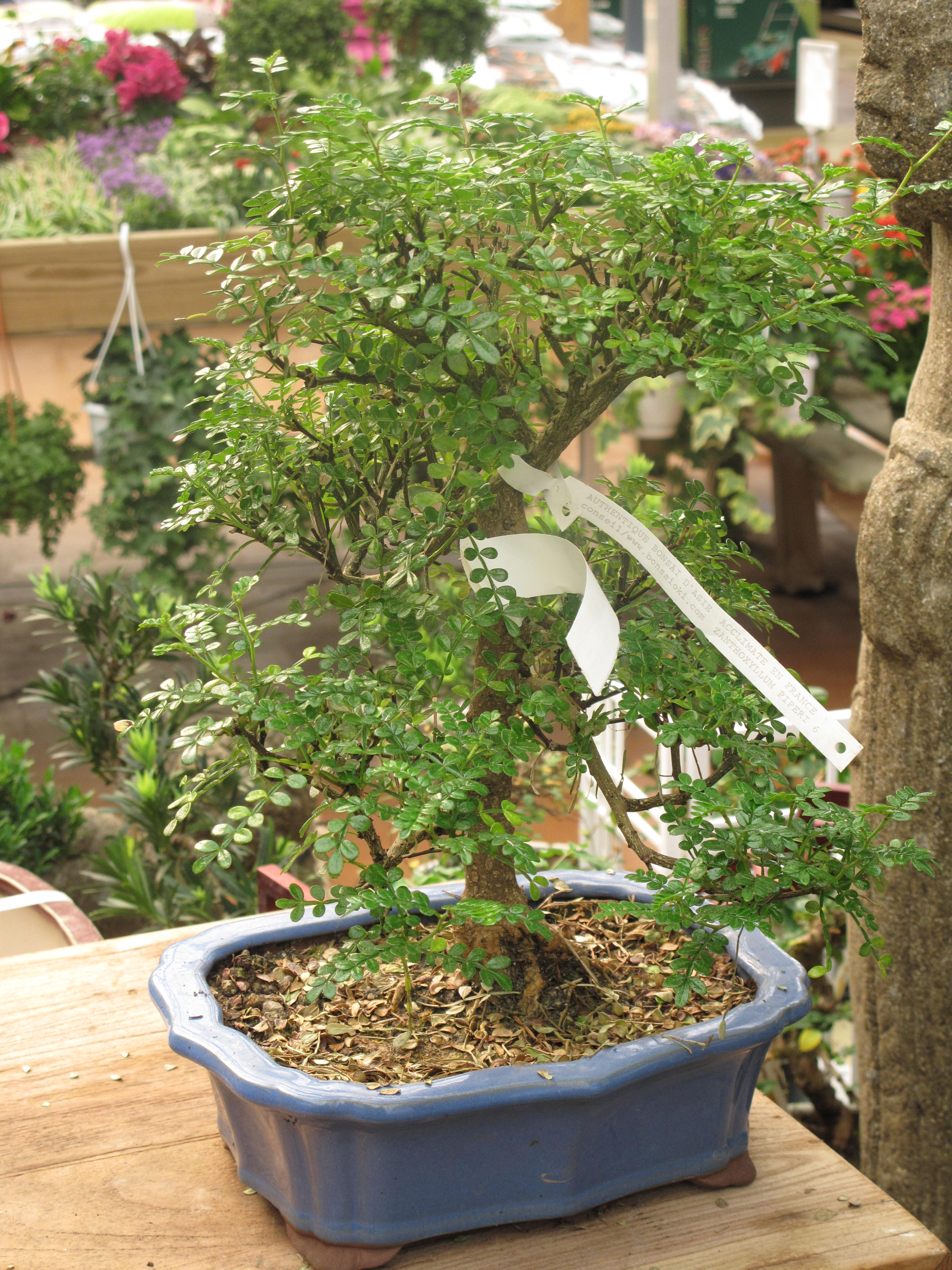
Бонсай Zanthoxylum piperitum
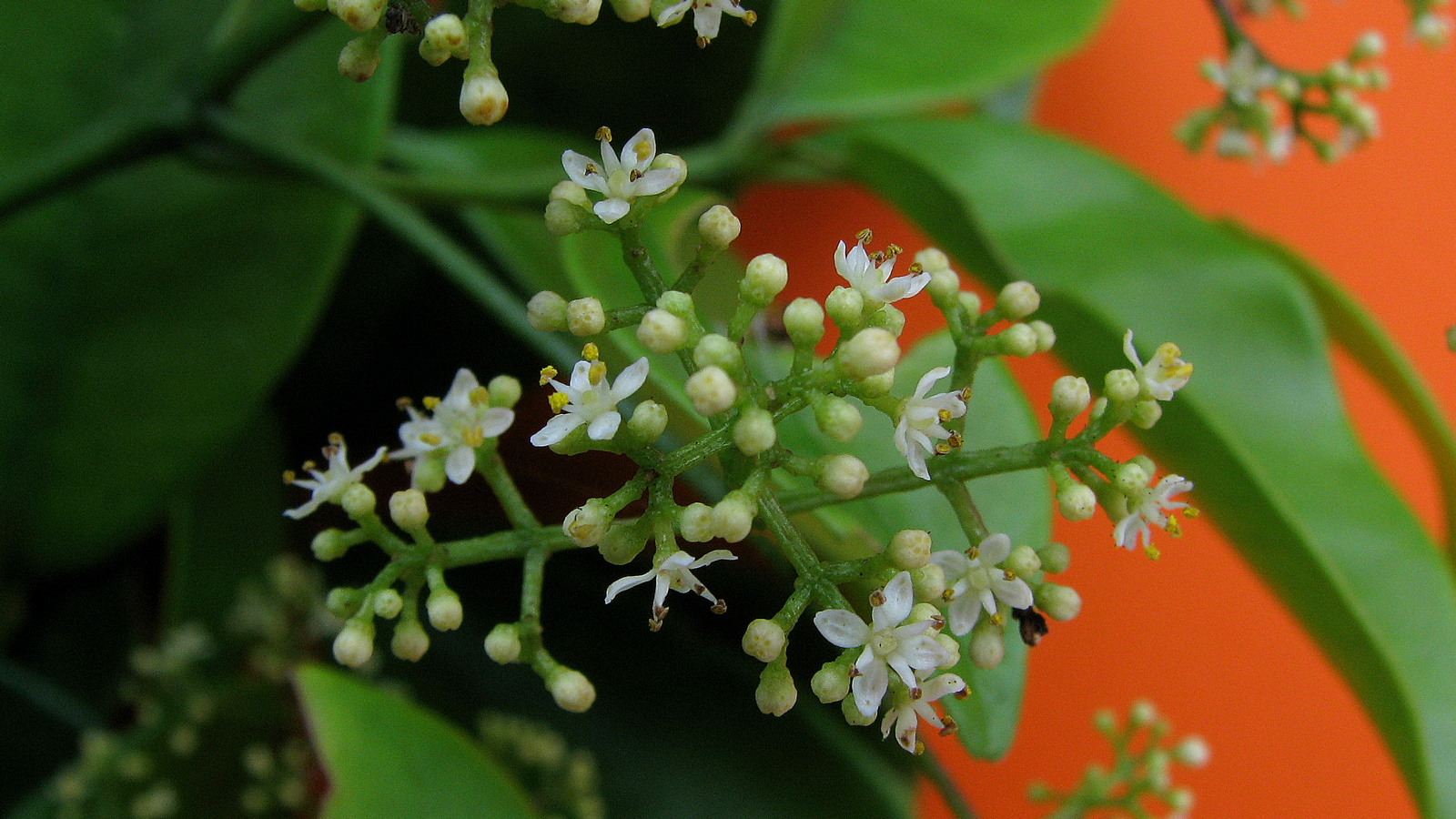
Квіти Zanthoxylum tingoassuiba